# Bediol

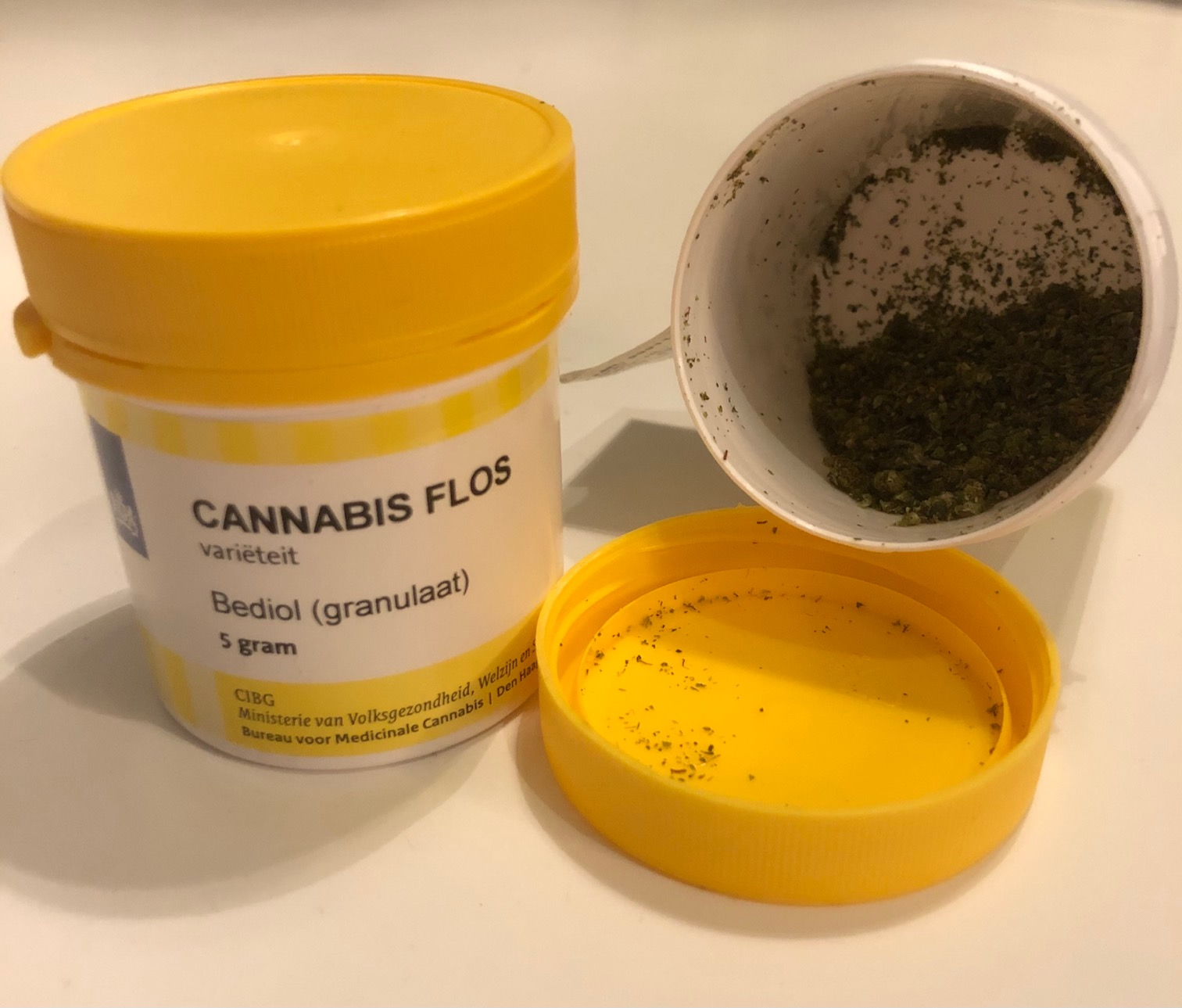
Bediol.

Bediol är namnet på den medicinska cannabis som görs av växtsorten Cannabis sativa L. ‘Elida’ och framställs av det nederländska företaget Bedrocan.
Cannabis sativa L. ‘Elida’ är en av de första medicinska cannabissorterna som Bedrocan tagit fram specifikt för att ha en högre halt av CBD. Effekten av CBD är distinkt annorlunda från THC. Bediol innehåller 6,3 % THC och 8 % CBD. 
Den höga halten av CBD i Bediol motverkar effekten av det psykoaktiva ämnet THC så att dess oönskade effekter som berusning och sedering minskas. När CBD binder till CB1-receptorn så skapas en förändring som gör att mindre THC binds till, och aktiverar, CB1-receptorn. CBD tillför en effekt av smärtlindring och motverkar illamående. Då den höga CBD-halten motverkar effekten av THC, tillåter det en högre dosering i läkemedlet av THC, vars anti-inflammatoriska potens är tjugo gånger den hos aspirin, och dubbelt den hos hydrokortison. Detta ger Bediol en god medicinsk effekt, utan att göra patienten påverkad av preparatet.
Bediol är inte ett godkänt läkemedel i Sverige. Svenska läkare kan förskriva det till sina patienter genom att ansöka om en enskild licens hos Läkemedelsverket. Bediol skrivs huvudsakligen ut för att behandla kronisk, neuropatisk smärta.